# Красимир Куцупаров
Красимир Илиев Куцупаров е български актьор, режисьор и преподавател. Известен е с озвучаването на филми и сериали, както и с изявите си в Сатиричния театър „Алеко Константинов“.

## Биография
Куцупаров е роден на 10 април 1960 г. в София.
От 1974 г. до 1978 г. учи в 142 СОУ „Веселин Ханчев“ с изучаване на руски език.
След като постъпва две години в казарма, от 1980 г. до 1982 г. учи българска фиология в Софийския университет „Св. Климент Охридски“.
През 1982 г. е приет във ВИТИЗ „Кръстю Сарафов“ със специалност „Актьорско майсторство за драматичен театър“ и завършва през 1986 г.
Играл е на сцените в Драматично-кукления театър във Враца (1986–1989), Театър „Ателие 313“ (1989–1993), Театър „София“ (1993–1996), Драматичен театър „Сълза и смях“ (1996–1998), а от 2013 г. е в трупата на Сатиричен театър „Алеко Константинов“.
Има участия в множество филми и сериали, измежду които са „Съдията“, „Спартак“ „Врабците през октомври“, „Етажна собственост“, „Дървото на живота“ и др.
През 2020 г. се снима в музикалния видеоклип „Дали“ (изпълнен от Орлин Горанов), продуциран от Игор Марковски. В клипа си партнира с Димо Алексиев, Красена Ангелова, Радина Боршош, Мариан Бачев, Камен Воденичаров, Валентин Ганев, Герасим Георгиев-Геро, Добрин Досев, Катерина Евро, Веселин Калановски, Диана Любенова, Веселин Плачков, Александър Сано, Деляна Хаджиянкова и Стефка Янорова.

## Кариера в дублажа
Куцупаров се занимава с озвучаване на филми, сериали и реклами от 80-те години. Първоначално озвучава в Българска телевизия (БНТ), а след това и в Мулти Видео Център, bTV, Видеокъща Диема, Александра Аудио, Доли Медия Студио и Про Филмс.
От 2000 г. до 2009 г. е режисьор на дублажи в bTV, след това в TV7 от 2009 до 2012 г. и в Нова Броудкастинг Груп от 2012 г. до 2013 г.

## Филмография
- „Съдията“ (1986) – Телеграфистът
- „Аз съм Дейвид“ (2003)
- „Спартак“ (2004)
- „Икона“ (2005)
- „Под прикритие“ (2012) – Инспектор Трифонов
- „Етажна собственост“ (2013) – Проданов
- „Дървото на живота“ (2013)

## Участия в музикални клипове
- 2020 – „Дали?“ (Орлин Горанов)[12]

## Други дейности
През 2005 г. е преподавател по дублаж и публична реч в НАТФИЗ „Кръстю Сарафов“, а през 2017 г. е доктор.
Освен в НАТФИЗ, Куцупаров преподава в Театрален колеж „Любен Гройс“.